# Schwarzenau, Niederösterreich
Schwarzenau är en ort och kommun  i Österrike. Den ligger i distriktet Zwettl i förbundslandet Niederösterreich, 100 kilometer nordväst om huvudstaden Wien. 
Kommunen består av åtta orter (Ortschaften) (inom parentes invånarantal 1 januari 2024):

- Ganz (58)
- Großhaselbach (138)
- Hausbach (247)
- Limpfings (41)
- Modlisch (16)
- Schlag (50)
- Schwarzenau (830)
- Stögersbach (113)